# Einbindetiefe
Als Einbindetiefe bezeichnet man in der Geotechnik die Tiefe, die ein Fundament oder Bauelement in den Boden hineinreicht, das heißt in ihm gründet. Mittels erdstatischer Berechnungsmethoden wird abhängig von der Belastung, der Beschaffenheit des Untergrundes und der Geometrie des Bauteils die mindestens erforderliche Einbindetiefe festgelegt um ein Versagen des Bauwerks, zum Beispiel durch einen Grundbruch, zu vermeiden. Bei komplexen Untergrundverhältnissen, die keine sichere Berechnung zulassen, wird zum Teil experimentell die notwendige Einbindetiefe ermittelt.

## Bedeutung der Einbindetiefe bei verschiedenen Bauwerken

### Fundamente
Bei Einzel- und Streifenfundamenten verhindert eine ausreichende Einbindetiefe einen möglichen Grundbruch und ein Gleiten des Fundaments. Bei Erstgenanntem erhöht (vereinfacht erklärt) eine größere Einbindetiefe das Gewicht des Bruchkörpers. Dadurch ist eine höhere Belastung des Fundaments möglich, bevor es zum Grundbruch kommt.
Der Nachweis der Grundbruchsicherheit wird in Deutschland nach DIN 4017 geführt.

### Pfahlgründungen
Pfahlgründungen werden vor allem durch vertikal gerichtete Kräfte aus dem Gewicht des darauf stehenden Gebäudes belastet. Hier wirkt sich die Einbindetiefe auf die Tragfähigkeit des Pfahls aus. Die Kräfte werden zum großen Teil durch Reibung am Pfahl abgetragen. Je größer die Einbindetiefe und damit die Länge des Pfahls ist, desto größer ist auch die Oberfläche des Pfahls, an der die Reibung entstehen kann.
Regelwerke für Pfähle sind die „EA-Pfähle“ und die Normen DIN EN 1536 (Bohrpfähle), DIN EN 12699 (Verdrängungspfähle), DIN EN 14199 (Mikropfähle), DIN EN 12794 (Vorgefertigte Gründungspfähle aus Beton).

### Verbauwände

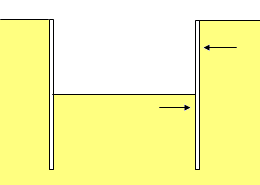
Verbauwand: Von außen wirkt der aktive Erddruck. Durch eine ausreichende Einbindetiefe, kann ein Kippen verhindert werden.

Auf Verbauwänden zum Schutz von Baugruben (z. B. Spundwände, Bohrpfahlwände) lastet fast ausschließlich der Erddruck. Für diese Bauwerke ist eine entsprechend große Einbindetiefe zu wählen um ein Kippen der Wand zu verhindern. Als Lagerung im statischen System muss je nach Verbauart eine Volleinspannung oder eine Teileinspannung gewählt werden. In Abhängigkeit davon wird dann die erforderliche Einbindetiefe berechnet. Auch zur Verhinderung eines hydraulischen Grundbruchs ist eine gewisse Einbindetiefe notwendig.
Die Erddruckberechnungen, in die die Einbindetiefe eingeht, werden nach Eurocode 7 (DIN EN 1997) und DIN 1054 geführt.